# نوع فصامي
النوع الفصامي (بالإنجليزية: Schizotypy)‏، هو مفهوم نظري في علم النفس، ينطوي على الافتراض المتمثل بوجود تسلسل من السمات والتجارب المتصلة بالشخصية، التي تتراوح بين الحالات التصورية الانفصالية الطبيعية والحالات الذهنية المتطرفة كتلك المرتبطة بالذهان ولا سيما الفصام. يتناقض تسلسل الشخصية المُفترض في النوع الفصامي مع منظور تصنيفي بخصوص بالذهان، إذ يُعتبر الذهان -وفقًا لهذا المنظور- بمثابة حالة ذهنية معينة (وعادةً ما تكون مرضية) قد يعاني منها الشخص أو لا.

## تطوير المفهوم
يقترن المنظور التصنيفي بخصوص الذهان بإميل كريبلين، الذي وضع معاييرًا للتشخيص الطبي وتصنيفًا للأشكال المختلفة من الأمراض الذهانية. ميّز كريبلين بين الخرف المبكر (الذي يُسمى الآن بالفصام) وجنون الهوس الاكتئابي (أي اضطراب ثنائي القطب) من جهة، والحالات غير الذهانية من جهة أخرى. أبقت أنظمة التشخيص الحديثة المُستخدمة في الطب النفسي (كالدليل التشخيصي والإحصائي للاضطرابات النفسية مثلًا) على هذا المنظور التصنيفي.
وفي المقابل، لم يؤمن الطبيب النفسي يوجين بلويلر بوجود حد فاصل واضح بين الرشد والجنون، بل نظر إلى مفهوم الذهان باعتباره مجرد تعبير متطرف عن الأفكار والسلوكيات التي قد يختبرها جميع الأشخاص بدرجات متفاوتة.
وضع بعض من علماء النفس (مثل هانز آيزنك وغوردون كلاريدج) مفهوم الذهان باعتباره طيفًا، إذ سعى هؤلاء العلماء إلى فهم الاختلافات غير المألوفة في الفكر والسلوك بالاستناد إلى نظرية الشخصية. تصوّر آيزنك الاختلافات المعرفية والسلوكية باعتبارها سمةً شخصيةً واحدةً، أي الذهانية.
أطلق كلاريدج على مفهومه اسم النوع الفصامي واعتبر سمة الشخصية هذه أكثر تعقيدًا مما كان يُعتقد سابقًا واقترح تقسيمها إلى أربعة عوامل، وذلك بعد توصله إلى هذه النتيجة من خلال دراسته للتجارب غير المألوفة لدى عموم الناس وتجميعه للأعراض التي ظهرت على الأفراد المصابين بالفصام.
1. التجارب غير المألوفة: قابلية تعرض الفرد لتجارب إدراكية حسية غير مألوفة وتجارب معرفية أخرى، مثل الهلوسة، والاعتقادات السحرية والخرافية وتفسير الأحداث بناءً عليها.
2. الفوضى المعرفية: قابلية تعرض الأفكار لخروج عن مسارها أو لسوء التنظيم أو للانحراف.
3. انعدام التلذذ الانطوائي: الميل إلى اختبار سلوكيات انطوائية وغير اجتماعية وراكدة على الصعيد العاطفي، فضلًا عن اختبار قصور في القدرة على الشعور بالمتعة الناجمة عن تحفيزات اجتماعية أو جسدية.
4. اللاامتثالية الاندفاعية: قابلية اختبار الفرد لحالات مزاجية وسلوكية غير مستقرة، ولا سيما فيما يتعلق بالقواعد والأعراف الاجتماعية.

## العلاقة بين النوع الفصامي والصحة النفسية والمرض النفسي
يسعى مفهوم النوع الفصامي إلى إبراز بعض السمات الموجودة في المرض النفسي القابل للتشخيص، لكنه لا يفترض أن الشخص الذي يعاني من درجة أعلى من الميول الذهانية أكثر مرضًا من غيره. قد تنطوي بعض جوانب النوع الفصامي على فائدة ما، إذ ترتبط كل من التجارب غير المألوفة والجوانب المتعلقة بـ الفوضى المعرفية بالإبداع والإنجاز الفني. وضع جاكسون مفهوم «النوع الفصامي الحميد» لوصف فئات معينة من التجارب الدينية، إذ اعتقد بأنه يُمكن اعتبارها شكلًا من أشكال حل المشكلات، وبالتالي ذات قيمة تكيّفية. ينسجم الرابط بين النوع الفصامي الإيجابي وبعض الجوانب الإبداعية مع مفهوم «النوع الفصامي الصحي»، الذي يمكنه تفسير استمرار الجينات المرتبطة بالفصام لدى الناس على الرغم من جوانبه المتعلقة بالاختلال الوظيفي. يُمكن قياس شدة النوع الفصامي باستخدام بعض الاختبارات التشخيصية، كاختبار قائمة أوكسفورد-ليفربول للمشاعر والتجارب مثلًا.
ماتزال الطبيعة الدقيقة للعلاقة التي تجمع بين النوع الفصامي والأمراض الذهانية القابلة للتشخيص موضع جدل. يمتلك الباحثون بعضًا من المخاوف فيما يتعلق بمقاييس النوع الفصامي، فهي لا تُظهر النوع الفصامي باعتباره مفهومًا موحدًا ومتجانسًا عند تحليله عن طريق التحليل العاملي. صُنفت النهج الثلاثة الرئيسية على أنها «نهج شبه بُعدي» و«نهج بُعدي» و«نهج بُعدي بالكامل». يُستخدم كل نهج للإشارة إلى ارتباط النوع الفصامي بقابلية إدراكية أو بيولوجية للإصابة بالذهان، لكن قد تبقى هذه الإصابة كامنةً دون أن تكشف عن نفسها ما لم تُثيرها أحداث أو ظروف بيئية مناسبة (مثل جرعات دوائية معينة أو مستويات عالية من التوتر).

### النهج شبه البُعدي
يعود الفضل في وضع نموذج هذا النهج إلى بلويلر (الذي ابتكر مصطلح «الفصام»)، إذ علّق على نوعين من الاستمرارية بين الطبيعية والذهانية: بين مرضى الفصام وأقاربهم، وبين شخصيتي المريض قبل إصابته وبعدها (أي شخصيته قبل ظهور الأعراض الصريحة للذهان وشخصيته بعد ذلك).
علّق بلوبلر على النتيجة الأولى: «إن راقب المرء أقارب مريضه فسيجد غالبًا أنهم يمتلكون سمات متطابقة مع سمات المريض من الناحية النوعية، إذ يبدو وكأن المرض مجرد ارتفاع كمي في أوجه الخلل الموجودة لدى الوالدين والأشقاء».
ناقش بلويلر موضوع النقطة الثانية مرارًا وتكرارًا، وتحدث عما إن ينبغي اعتبار السمات المميزة التي يظهرها المريض قبل دخوله المشفى أعراضًا أوليةً للمرض أو مجرد مؤشرات تدل على قابليته للإصابة به.
استمر بلويلر بالدفاع عن نموذجه المرضي حول الفصام على الرغم من ملاحظات الاستمرارية هذه. لذلك، استند بويلر إلى مفهوم الفصام الكامن قائلًا: «في الشكل [الكامن] نستطيع رؤية جميع الأعراض وجميع المجموعات العرضية [باختصار] الموجودة في الأنواع الظاهرية من المرض».
يُعتبر كل من رادو وميهل بمثابة جزء من فريق المدافعين اللاحقين عن المنظور شبه البُعدي بخصوص النوع الفصامي، إذ يرى كلاهما أن أعراض النوع الفصامي مجرد تجليات أقل وضوحًا لعمية المرض الكامنة، أي الفصام. طرح رادو مصطلح «النمط الفصامي» للإشارة إلى الشخص الذي تمنحه تركيبته الجينية استعدادًا دائمًا للإصابة بمرض الفصام.
سُمي النموذج شبه البُعدي بهذا الاسم كونه لا يطرح سوى بعد واحد متعلق بتدرجات شدة أو وضوح الأعراض التي تنطوي على عملية المرض، أي الفصام.

### النهج البُعدي
يفترض النهج البُعدي -المتأثر بنظرية الشخصية- أن المرض الذهاني المكتمل أكثر أطياف النوع الفصامي تطرفًا وحسب، وأن هناك تسلسل طبيعي بين الأشخاص المصابين بمستويات منخفضة ومرتفعة من النوع الفصامي. يرتبط هذا النموذج ارتباطًا وثيقًا بأعمال هانز آيزنك، الذي ينظر إلى الشخص الذي تظهر عليه أعراض الذهان الكاملة مجرد شخص وصل إلى الحد الأقصى من بُعده «الذهاني».
يعود السبب في دعم النموذج البُعدي إلى الحقيقة المتمثلة بأن ذوي النتائج العالية في مقاييس النوع الفصامي قد يستوفون -جزئيًا أو كليًا- المعايير التشخيصية لاضطرابات طيف الفصام، مثل الفصام أو الاضطراب الفصامي العاطفي أو اضطراب الشخصية شبه الفصامي أو اضطرب الشخصية فصامي النوع. وبالمثل، غالبًا ما تنقسم سمات النوع الفصامي عند التحليل إلى مجموعات مماثلة كما هو الحال مع أعراض الفصام (على الرغم من أنها تتواجد في أشكال أقل حدة بكثير عادةً).

### النهج البُعدي بالكامل
يطلق كلاريدج على أحدث نسخة من نموذجه اسم «النهج البُعدي بالكامل». يُمكن وصف هذا النهج بأنه هجين أو مركب، وذلك لأنه يشتمل على عناصر مستمدة من النموذج المرضي والنموذج البُعدي.
يُعتبر النوع الفصامي -من وجهة نظر نموذج كلاريدج الأخير- بمثابة بُعد للشخصية، إذ يُوزع هذا البعد على جميع الأشخاص عادةً، كما هو الحال في نموذج آيزنك. يُعتبر الفصام بمثابة عملية انهيار-وهو أمر بعيد تمامًا عن مفهوم السمة المُوزعة باستمرار في النوع الفصامي- فهي تشكل تسلسلًا متدرجًا آخر يتراوح بين اضطراب الشخصية فصامي النوع والذهان الفصامي المتكامل.
يتميز هذا النموذج بأنه ذو أبعاد كاملة، فلا ينطوي على تدرج سمة الشخصية الخاصة بالنوع الفصامي بشكل مستمر وحسب، بل يشتمل على تدرج التسلسل المستقل لعمليات الانهيار بدلًا من تصنيفها أيضًا.
يفترض النهج البُعدي بالكامل أن الذهان المكتمل ليس مجرد نمط فصامي ذو مستوى مرتفع وحسب، بل يشترط تضمنه عوامل أخرى تجعله مختلف نوعيًا ومرضيًا.